# Горемыкин, Пётр Николаевич
Пётр Никола́евич Горемы́кин (1902—1976) — советский государственный и военный деятель. Генерал-майор инженерно-артиллерийской службы (1944). Первый министр общего машиностроения СССР с 1955 по 1957. Избирался депутатом ВС РСФСР.

## Биография
Родился 16 (29) июня 1902 года в селе Рождественное (ныне в составе Поворино, Воронежская область) в семье крестьянина. Трудовую деятельность начал в августе 1917 года учеником слесаря Борисоглебских железнодорожных мастерских. В 1918—1920 годах слушатель Борисоглебской советской партийной школы и студент Борисоглебского рабфака.
- 1920—1921 — работал в личном крестьянском хозяйстве в Поворино.
- 1921—1925 — курсант Киевской нормальной лётной школы, Петроградской высшей воздушной школы, отделенный механик 27-й дивизии Западного военного округа.
- В 1925 году вступил в ВКП(б)
- В 1931 году окончил МВТУ имени Н. Э. Баумана
- 1931—1933 — инженер, заместитель директора Мосгипромаша.
- 1933—1936 — начальник технического отдела, начальник цеха завода № 8, Москва.
- 1936—1938 — начальник цеха, главный инженер завода № 92, Горький.
- февраль 1938-февраль 1939 — начальник 3-го Главного управления наркомата оборонной промышленности СССР
- февраль 1939-май 1940 — заместитель наркома вооружения СССР
- май 1940—март 1941 — член Бюро по оборонной промышленности при СНК СССР
- март 1941—февраль 1942 — народный комиссар боеприпасов СССР
- февраль 1942—март 1946 — заместитель наркома боеприпасов СССР

С мая 1946 года включён в состав Специального комитета по реактивной технике при Совете министров Союза ССР.
- март 1946—июнь 1946 — заместитель министра сельскохозяйственного машиностроения СССР
- июнь 1946—март 1951 — министр сельскохозяйственного машиностроения СССР
- В марте 1951 года был оклеветан и снят со своей должности с формулировкой «за грубое нарушение государственной дисциплины, выразившееся в сокрытии остатков металла на заводах». Полгода спустя его приговорили к трём годам лишения свободы и исключили из партии. После смерти И. В. Сталина, в 1953 году был немедленно реабилитирован и восстановлен в рядах КПСС. Ему выплатили зарплату за годы, проведённые в тюрьме, и выделили участок земли между посёлками Жуковка-1 и Усово, где он и построил дом, ставшим известным местом в среде московской интеллигенции и творческой элиты, где у его сына, кинооператора Центрального телевидения Вилия Горемыкина собирались московские барды и театральная молодёжь и где бывал и пел Владимир Высоцкий[4].
- июнь 1953—сентябрь 1954 — директор Государственного союзного НИИ № 642 в Москве.
- сентябрь 1954—апрель 1955 — заместитель министра оборонной промышленности СССР
- апрель 1955—май 1957 — министр общего машиностроения СССР
- с мая 1957 — персональный пенсионер союзного значения.
- февраль 1958—декабрь 1960 — консультант Института марксизма-ленинизма при ЦК КПСС.
- январь 1961—сентябрь 1963 — заместитель начальника технико-экономического Совета Государственного комитета Совета Министров СССР по автоматизации и машиностроению.
- сентябрь 1963—декабрь 1965 — председатель технико-экономического Совета Государственного комитета Совета Министров СССР по машиностроению.
- С декабря 1965 года председатель научно-технического совета Министерства станкостроительной и инструментальной промышленности СССР.
- В 1971 и 1974 годах выступал с докладами в Институте истории СССР АН СССР[5].

Скончался 8 ноября 1976 года. Похоронен в Москве на Новодевичьем кладбище (участок № 7).

## Семья
- Жена — Горемыкина (Альтмарк) Полина Борисовна (1908—1981)[7].
- Дочь — Сергеева (Горемыкина) Нинель Петровна (1928—?)[7]
- Сын — Горемыкин Вилий Петрович (1931—1989) — оператор кино и телевидения, режиссёр. Лауреат Государственных премий СССР (1977) и РСФСР имени братьев Васильевых (1980)[7].

## Награды
- орден Ленина;
- орден Октябрьской революции;
- орден Кутузова I-й степени (16.09.1945);
- орден Кутузова II-й степени (18.11.1944)[8];
- два ордена Трудового Красного Знамени (1942; 5.8.1944);
- орден Красной Звезды;
- орден «Знак Почёта»;
- медаль «За оборону Москвы»;
- медаль «За победу над Германией в Великой Отечественной войне 1941—1945 гг.»;
- медаль «За победу над Японией»;
- медаль «За доблестный труд в Великой Отечественной войне 1941—1945 г.»;
- медаль «В память 800 летия Москвы»;
- медаль «Ветеран труда».